# 圣西尔拉里维耶尔
圣西尔拉里维耶尔（法語：Saint-Cyr-la-Rivière，法語發音：[sɛ̃ siʁ la ʁivjɛʁ] ⓘ）是法国法兰西岛大区埃松省的一个市镇，属于埃唐普区。

## 地理
圣西尔拉里维耶尔（48°21'23"N, 2°8'52"E）面积8.81 平方千米，位于法国法蘭西島大區埃松省，该省份为法国北部内陆省份，北起上塞纳省和马恩河谷省，西接厄尔-卢瓦省和伊夫林省，南至卢瓦雷省，东临塞纳-马恩省。
与圣西尔拉里维耶尔接壤的市镇（或旧市镇、城区）包括：萨克拉、阿贝维尔-拉里维耶尔、阿朗库尔、布瓦西拉里维耶尔、方丹拉里维耶尔、勒梅雷维卢瓦。

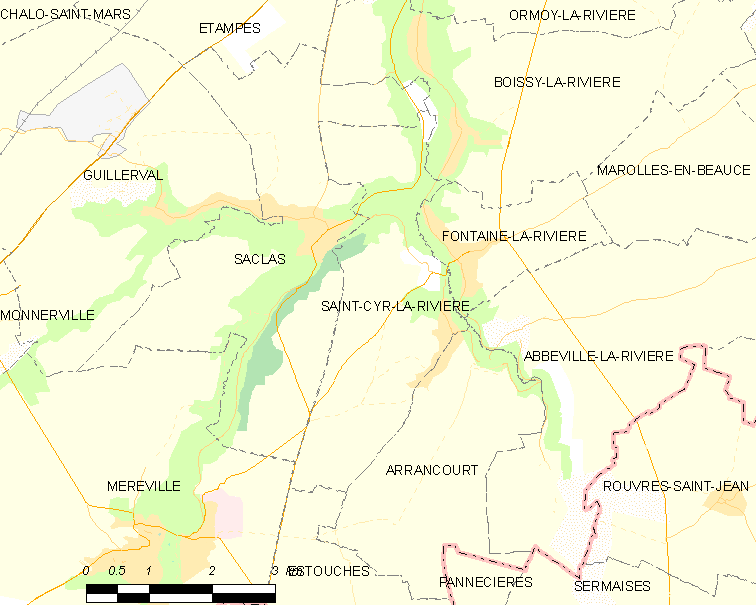
圣西尔拉里维耶尔的OSM定位图

圣西尔拉里维耶尔的时区为UTC+01:00、UTC+02:00（夏令时）。

## 行政
圣西尔拉里维耶尔的邮政编码为91690，INSEE市镇编码为91544。

## 政治
圣西尔拉里维耶尔所属的省级选区为埃唐普县。

## 人口

1962-2008年间圣西尔拉里维耶尔人口变化图示

圣西尔拉里维耶尔于2022年1月1日时的人口数量为472人。